# Hyperpolyglotte
Un hyperpolyglotte est une personne qui parle couramment six langues ou davantage. Le terme est popularisé par le linguiste Richard Hudson (en) en 2003 et s'apparente au terme « polyglotte », désignant une personne parlant plusieurs langues.

## Présentation
L'hyperpolyglotte vivant qui, de son propre aveu, maîtriserait le plus de langues, serait Ziad Fazah (58 langues), quoi qu'une interview télédiffusée tend à remettre en question cette prétention. John Bowring (1792-1872), ancien gouverneur de Hong Kong, affirmait comprendre environ 200 langues et en parler une centaine. À la Renaissance en Italie, Pic de la Mirandole passait pour savoir parler vingt-deux langues à l'âge de 18 ans.
Plusieurs théories ont été développées pour expliquer pourquoi certaines personnes peuvent aisément apprendre de nombreuses langues, alors que la plupart des gens ne peuvent en apprendre que quelques-unes avec difficulté.
En 2004, trois scientifiques, Katrin Amunts (en), A. Schleicher et K. Zilles ont publié une analyse du cerveau de l'hyperpolyglotte Emil Krebs qui a révélé des changements dans la construction de l’aire de Broca responsable du traitement du langage qui était organisée différemment de celle des personnes unilingues.
Par ailleurs, les neurolinguistes Loraine K. Obler (en) et Deborah Fein établissent des corrélations avec le cluster de Geschwind-Galaburda, le fait d'être gaucher et des troubles de l'apprentissage[réf. nécessaire]. Le linguiste Richard Sproat a aussi mis en évidence que les capacités de certains hyperpolyglottes avaient une base biologique à caractère héréditaire.

## Hyperpolyglottes les plus célèbres

### A
- Leroy Anderson (1908-1975), compositeur : danois, norvégien, islandais, allemand, français, italien, portugais en plus du suédois et de son anglais natal.
- Muhammad Asad, initialement Leopold Weiss avant sa conversion à l'islam : journaliste, voyageur, diplomate, théoricien de l'islam, parlait polonais, yiddish, allemand (langues maternelles), hébreu, araméen (à l'adolescence), arabe, persan, anglais, français, espagnol (à l'âge adulte).

### B
- Yehuda Bauer (1926-2024) : historien et universitaire israélien, il parlait le tchèque, le slovaque, l'allemand, l'hébreu, le yiddish, l'anglais, le français et le polonais.
- Marc Bloch (1886-1944) : historien français qui parlait une dizaine de langues « nécessaires à un historien » : le français, l'allemand, le haut allemand, l'anglais, le vieux saxon, l'espagnol, l'italien, le grec, le russe et des langues scandinaves[5].
- La princesse Maria Carolina de Bourbon des Deux-Siciles et sa sœur Maria Chiara de Bourbon des Deux-Siciles parlent six langues : portugais, espagnol, français, italien, anglais et russe. Elles connaissent quelques notions en chinois.
- Viktor Bout (1967–) : 10 langues. Il parle russe, farsi, anglais, français, allemand, portugais, espagnol, xhosa, zoulou , espéranto.
- Sir John Bowring (1792-1872) : affirmait parler une centaine de langues et en comprendre environ 200.
- Martin Buber (1878-1965), philosophe autrichien puis israélien. Il parlait allemand, hébreu, yiddish, polonais, anglais, français et italien et pouvait lire l'espagnol, le latin, le grec, le néerlandais et d'autres langues.
- Sir Richard F. Burton (1821–1890) : 29 langues et 11 dialectes.
- Yul Brynner : acteur américain d'origine russe et suisse, il disait parler 11 langues dont l'anglais, le russe, le français, le hongrois, le japonais, l'hébreu et le yiddish. Il a souvent assuré lui-même le doublage français de ses personnages.
- Patrizio Buanne (1978 -), baryton italo-autrichien : italien, napolitain, allemand, anglais, espagnol, français et polonais.
- Pete Buttigieg (1982 -), homme politique démocrate américain : anglais, arabe, dari, maltais, français, espagnol, italien et norvégien.

### C
- Otto Maria Carpeaux (1900-1978) : critique littéraire et journaliste brésilien d'origine autrichienne ; maîtrisait l’allemand, sa langue maternelle, l’anglais, le français, l’italien, l’espagnol, le néerlandais, le catalan, le galicien, l’occitan, le latin, le serbo-croate et le portugais brésilien, sa langue d’adoption.
- Henry Chapier (1933-2019) : journaliste français d'origine roumaine, diplômé en interprétariat, parlait sept langues dont le roumain (langue maternelle)[6],[7].
- Marcel Cohen (1884-1974) : linguiste français spécialiste des langues sémitiques et des langues éthiopiennes, ayant notamment appris l'hébreu, le guèze , l'amharique, l'arabe maghrébin, le judéo-arabe d'Alger et s'étant intéressé aux patois gallo-romans, notamment au parler de Fressines (Deux-Sèvres), ayant publié des travaux notamment sur l'argot polytechnicien et le langage enfantin...
- Monsieur Chouchani (1895 ?-1968) : rabbin, philosophe, talmudiste, maître à penser, polymathe doté d'une mémoire prodigieuse lui permettant ainsi de retenir le contenu de tout livre qu'il lisait, il parlait couramment et sans accent plus d'une dizaine de langues dont le français, l'allemand, l'hébreu, le yiddish et l'anglais[8].
- Philip Crowther (1981-...) : journaliste maîtrisant les français, espagnol, portugais, anglais, allemand, luxembourgeois.

### D
- Joe Dassin (1938-1980) : anglais, français, russe, allemand, espagnol, italien, grec…
- Benoît Dubreuil: Commissaire à la langue française du Québec, il parle le français, l'anglais[9], le russe, l'allemand, le néerlandais, l'espagnol, le catalan, le portugais et l'italien[10].
- Georges Dumézil (1898-1986), philologue : une trentaine de langues, parmi lesquelles français, anglais, allemand, suédois, polonais, russe, arabe, turc, ossète, oubykh, abkhaze, arménien, sanskrit, khmer, quechua, latin et grec ancien.

### E
- Mircéa Eliade (1907-1986) : roumain, français, allemand, italien, anglais, hébreu, persan et sanskrit.

### F
- Wilhelm Filderman (1882-1963) : avocat et politicien hongrois parlait couramment roumain, yiddish, hébreu, latin, allemand, français et italien[réf. nécessaire].
- John Florio (1552-1625), linguiste : italien, anglais, français, allemand, espagnol, grec, hébreu.
- Péter Frankl (1953-): mathématicien hongrois, parlant anglais, russe, suédois, français, espagnol, polonais, allemand, japonais, chinois, thaï, coréen.

### G
- Hans Conon von der Gabelentz (de) (1807-1874) : linguiste allemand.
- Hans Georg Conon von der Gabelentz (1840-1893) : allemand, anglais, vieil anglais, vieux norrois, gotique, finnois, grec, latin, langues scandinaves, anglo-saxon.
- Nicolai Gedda (1925-2017), ténor lyrique international, recordman mondial du nombre d'enregistrements discographiques classico-lyriques, toutes catégories, tessitures vocales et idiomes confondus[11],[12]. Quadrilingue dès l'enfance[11] puisque né de père russe, de mère suédoise et élevé en Allemagne à Leipzig[12],[11] dans une école française, il maîtrise, parle et chante — avec une diction irréprochable exempte de tout accent étranger[12] — plus de neuf langues[12] dont le russe, le suédois, l'allemand et le français qui représentent initialement ses quatre expressions d'origine[11],[12]. S'y ajoutent l'anglais, l'italien, l'espagnol, le portugais, le grec, l'hébreu, le latin, le norvégien ainsi que la plupart des langues scandinaves[11],[12].
- Carlos Ghosn (1954-…) qui parle sept langues et en maîtrise parfaitement quatre : l'arabe libanais, le français, le portugais brésilien et l'anglais.

### H
- Valentin Haüy (1745-1822) : français, latin, grec, hébreu, et une dizaine d'autres langues vivantes.
- Claude Hagège (1936-…), linguiste français diplômé en russe, arabe, hébreu et chinois : une cinquantaine de langues maîtrisées dont le français, l'italien, l'anglais, l'arabe, le chinois mandarin, l'hébreu, le russe, le hongrois, le turc, le persan, le malais, l'hindi, le malgache, le peul et le japonais ; en parle une centaine d'autres.
- Marek Halter (1936-…) : yiddish, polonais, russe, français, espagnol, anglais, hébreu.
- Josef Hoëné-Wroński (1776-1853) : mathématicien, mystique et philosophe polonais, il parlait le polonais, le français, le latin, le grec, l'hébreu, l'arabe, l'araméen.

### J
- Roman Jakobson (1896-1982) : penseur et linguiste qui parlait une douzaine de langues dont le russe, le tchèque, le français, l'allemand, le suédois, l'anglais, l'interlingua…[13]
- Powell Janulus (en) (1939-…) parlait déjà 42 langues en 1985 quand il fut inscrit dans le livre des records[réf. souhaitée].
- Jean-Paul II (1920-2005) : polonais, espagnol, anglais, allemand, italien, français, latin, croate, tchèque, ukrainien, russe et portugais.
- William Jones (1746-1794) : gallois, anglais, arabe, hébreu, français, italien, espagnol, portugais, persan, chinois, sanskrit, grec ancien, latin.
- Julián Juderías y Loyot (1877-1918) : historien, sociologue, traducteur… qui maîtrisait 17 langues (allemand, bohème, bulgare, croate, danois, français, néerlandais, hongrois, anglais, italien, norvégien, portugais, roumain, russe, serbe et suédois) en plus de sa langue maternelle, l'espagnol[14],[15].
- Friedrich Jürgenson (1903-1987) : suédois, ukrainien, allemand, italien…

### K
- Steve Kaufmann (1976-) : Youtubeur et fondateur de LingQ. il parle une vingtaine de langues[16].
- Georges Kersaudy (1921-2015) : traducteur, il parlait 56 langues.
- Ibn al-Khattab (1969-2002) : arabe, russe, anglais, persan, tchétchène et kurde[17].
- Andreï Kourkov (1961-...) : écrivain, il parle 10 langues : russe, ukrainien, anglais, allemand, polonais et français, avec des notions de japonais, roumain, géorgien et danois

### L
- Léon Lamouche (1860 – 1945) : militaire, diplomate et dialectologue français ;  russe, turc, roumain, bulgare, albanais, dialecte judéo-espagnol parlé en Orient, dialectes romans, dialectes de la langue d'oc.
- Valery Larbaud (1881-1957), écrivain : français, latin, grec (ancien et moderne), anglais, espagnol, italien, portugais, allemand, russe.
- Sir Christopher Lee (1922-2015), acteur : anglais, allemand, italien, français, russe, espagnol, suédois et grec.
- Alexander Lee Eusebio (1988-…), chanteur et présentateur TV coréen, il maitrise 8 langues : l'anglais, le chinois mandarin, le cantonais, le portugais, le coréen, l'espagnol, le français et le japonais.
- Gottfried Wilhelm Leibniz (1646-1716) : polymathe, notamment philosophe et mathématicien, allemand, parlait couramment et écrivait en latin, en français et en allemand surtout, mais aussi en anglais, en italien, en néerlandais et en hébreu ; il avait également quelques notions en russe et en chinois[18],[19].
- Sylvain Lévi (1863-1935) : indologue, indianiste, linguiste, professeur français ; il maîtrisait le français, l'hébreu, le sanskrit, le népalais, le chinois, le russe, le japonais…
- Romelu Lukaku, footballeur belge : anglais, français, allemand, espagnol, portugais, néerlandais, lingala.

### M
- Moses McCormick (1981-2021), youtubeur : plus de 20 langues parlées dont le mandarin, le cantonais, le japonais, le coréen, le vietnamien, le somali, l'espagnol, le swahili, l'arabe, le twi.
- le cardinal Giuseppe Mezzofanti (1774–1849) : 60 langues parlées, capable de traduire des ouvrages depuis 117 langues et 72 dialectes.
- Henrikh Mkhitaryan (1989-) : footballeur arménien, parle l'arménien, le russe, l'ukrainien, le français, le portugais, l'anglais, l'italien et l'allemand.
- Joëlle Mogensen (1953-1982), chanteuse française : anglais, danois, allemand, français, espagnol, italien.
- Edgardo Mortara dit P. Pio Maria (1851-1940) : enfant juif italien enlevé par la police pontificale, qui devint prêtre missionnaire et parlait neuf langues : italien, allemand, espagnol, basque, français, latin, grec, hébreu, anglais[20].
- Nana Mouskouri (1934-…) : grec, français, anglais, allemand, espagnol, italien, gallois, japonais.
- Georges Moustaki (1934-2013) : français, grec moderne, arabe, hébreu, italien, anglais, espagnol, portugais.
- Dikembe Mutombo (1966-2024) : anglais, français, espagnol, portugais, tshiluba, swahili, lingala. Il pouvait aussi "comprendre l'italien et d'autres langues africaines"[21].

### O
- David Olère (1902-1985), Sonderkommando, rescapé et peintre français de la Shoah : yiddish, polonais, varsovien, russe, français, anglais et allemand - « atout important, voire essentiel pour accroître les chances de survie dans le camp (d'Auschwitz) »[22].
- Makaso Owada (1963-), impératice du Japon : japonais, anglais, russe, allemand, français et espagnol.

### P
- Peter Simon Pallas (1741-1811) : allemand, russe, anglais, français, latin, grec.
- Paul Pelliot (1878–1945) : linguiste français, sinologue et tibétologue, explorateur et spécialiste des manuscrits de Dunhuang, il parlait 13 langues, à commencer par le chinois.
- Thomas Pesquet (1978-…), astronaute français : français, anglais, espagnol, allemand, chinois et russe.
- Claude Piron (1931-2008), écrivain et traducteur à l'ONU : français, anglais, espéranto, chinois, allemand, portugais, russe, espagnol…
- Evgueni Polivanov (1891-1938), linguiste : plus de 30 langues dont chinois, japonais, arabe, tatar, ouzbek, turkmène, tadjik, géorgien, kazakh.
- Boro Primorac (1954-...) : bosnien, croate, français, anglais, japonais, allemand, espagnol, portugais, italien.

### R
- Pamulaparthi Venkata Narasimha Rao (1921-2004) : ex-premier ministre indien, il parlait 17 langues.
- José Rizal (1861 -1896) : poète, romancier et héros de l'indépendance philippine . Il maitrisait environs 23 langues dont l'allemand, l'hébreu, l'arabe, le sanskrit
- Paul Robeson (1898-1976) : acteur, athlète, chanteur et écrivain américain, il maîtrisait 20 langues, parmi lesquelles le gallois et le yiddish.
- Demis Roussos (1946-2015) : chanteur, il parlait 8 langues : grec moderne, français, anglais, italien, espagnol, portugais, arabe et allemand. Il possédait également des notions de russe et d'afrikaans.

### S
- Agus Salim (1884-1954) : indonésien, néerlandais, anglais, allemand, français, arabe, turc et japonais[23].
- Menachem Mendel Schneerson (1902-1994), rabbin de la dynastie loubavitch, il parlait sept langues : russe, hébreu, yiddish, anglais, allemand, français, italien et en comprenait dix dont le judéo-araméen babylonien[24].
- Josef Schovanec (1981-…) : docteur en philosophie et militant pour les droits des autistes, il parle le français, le tchèque, l'anglais, l'allemand, le persan et l’hébreu couramment, l’amharique, l’arabe, l’araméen, le chinois, l’azéri et le sanskrit moins couramment, et un peu d’estonien. Il s'intéresse aux cultures et aux langues, notamment orientales.
- William James Sidis (1898-1944), enfant prodige déjà polyglotte, devenu polymathe, mathématicien, astrophysicien, anthropologue, historien, linguiste, inventeur, écrivain, médecin, psychologue, avocat, militant pour la paix, il maîtrisait plus d'une quarantaine de langues[25].
- Antoine-Isaac Silvestre de Sacy (1758-1838), linguiste : hébreu, syriaque, samaritain, chaldéen, arabe, persan, turc, anglais, allemand, italien et espagnol.
- Baruch Spinoza (1634-1677) : philosophe, maîtrisait le portugais (langue maternelle), l'hébreu, l'araméen, l’espagnol, le néerlandais et le latin. Il lisait et comprenait aussi l'allemand, le français, l'italien et le grec ancien.
- Sir Aurel Stein (1862-1943) : orientaliste, anthropologue, explorateur, archéologue, historien, professeur hongrois naturalisé britannique, il maîtrisait de nombreuses langues dont le hongrois, l'anglais, l'allemand, le sanscrit, le chinois, l'arabe…
- George Steiner (1929-2020 ) : érudit, critique littéraire, linguiste, écrivain et philosophe ayant grandi avec trois langues maternelles, l'allemand, l'anglais et le français, puis il apprend le latin, le grec ancien et l'italien[26].
- Sanjay Subrahmanyam (1961-…) : Historien indien, cofondateur de l'histoire connectée. Ces travaux ainsi que son attrait pour « histoire globale » sont sans doute la cause et la conséquence du nombre de langues qu'il est en mesure de comprendre et de parler : tamoul, hindi, ourdou, persan, anglais, français, espagnol, portugais, allemand, italien, danois, néerlandais.
- Emanuel Swedenborg (1688-1772) : scientifique, ingénieur et théologien : suédois, latin, grec, français, néerlandais, anglais, allemand, hébreu, araméen, italien.

### T
- Daniel Tammet (1979-…), écrivain anglais autiste et synesthète, maîtrise couramment 12 langues : l'anglais, le néerlandais, l'allemand, l'espagnol, l'espéranto, l'estonien, le finnois, le français, le gallois, le lituanien, le roumain et l'islandais.
- Alex Taylor (1957-…) journaliste : anglais, français, allemand, espagnol, italien, néerlandais.
- Nikola Tesla (1856-1943) : inventeur et ingénieur serbe, il parlait le serbo-croate, le tchèque, l'anglais, le français, l'allemand, le hongrois, l'italien, le latin.
- Michel Thomas (1914-2005), linguiste américain : anglais, français, allemand, italien, espagnol, yiddish…
- J. R. R. Tolkien (1892-1973), écrivain : anglais, vieil anglais, moyen anglais, latin, français, gotique, finnois, gallois, vieux norrois. Langues construites : qenya, sindarin, animalic, naffarin, nevbosh[27].

### U
- Peter Ustinov (1921-2004), acteur et écrivain britannique : anglais, allemand, italien, français, russe, espagnol, grec moderne et turc.

### V
- Augustinas Voldemaras (1883-1942) : politicien lituanien, il avait de solides notions dans 16 langues différentes[28]. Outre sa langue maternelle, le lituanien, il parlait couramment le français, l'allemand, l'anglais, le russe, le suédois, l'italien et le polonais. Il connaissait le latin, le grec et l'hébreu et pouvait lire des textes dans plusieurs autres langues européennes que celles mentionnées précédemment[29].
- John von Neumann (1903-1954) : enfant prodige, mathématicien et physicien hongro-américain parlant yiddish, hongrois, anglais, allemand, latin, grec ancien, français et italien[30].

### Y
- Thomas Young (1773-1829) : polymathe, à l'âge de quatorze ans, il parle l'anglais, le français, l'italien, le latin, le grec, l'hébreu, le chaldéen, le syriaque, l'araméen samaritain, l'amharique, le turc, l'arabe et le persan.

### W
- Stephen Wurm (1922-2001) : linguiste ; il parlait environ 50 langues[réf. nécessaire].

### Z
- Louis-Lazare Zamenhof (1859-1917) : ophtalmologue et inventeur de l'espéranto, il maîtrisait le russe, le polonais, l’allemand, l’hébreu et le yiddish. Il possédait une connaissance plus que correcte du latin, du grec ancien, de l’anglais et du français, ainsi qu'une connaissance suffisante de l'italien et des notions d'araméen, le tout ajouté à une étude scientifique du volapük, langue artificielle.